# Tobias Schlauderer
Tobias Schlauderer (* 12. Februar 1984 in Regensburg) ist ein deutscher Fußballspieler.

## Karriere
In seiner Jugend spielte Schlauderer beim SSV Jahn Regensburg und beim 1. FC Nürnberg. Ab 2002 spielte er drei Jahre lang für die U 23 des FCN und verpasste den Aufstieg von der Bayernliga in die Regionalliga Süd. Im Juli 2005 wechselte er innerhalb der Liga zum FC Ingolstadt. Gleich im ersten Jahr gelang die Meisterschaft und damit der Aufstieg in die dritthöchste Spielklasse. Als Stammspieler im offensiven Mittelfeld trug er mit 13 Saisontoren zu dem Erfolg bei. Auch im folgenden Jahr war er, auch wenn er insgesamt nur vier Tore erzielte, eine feste Größe im Team. Dies änderte sich in der Saison 2007/08. Ingolstadt hatte sich verstärkt, um den Aufstieg in die 2. Bundesliga anzustreben und Schlauderer kam durch die neue Konkurrenz erst am 13. Spieltag zu seinem ersten Einsatz in der Startelf.
Aufgrund dieser Situation wechselte er im Januar 2008 zum Ligakonkurrenten SSV Jahn Regensburg. Während sein alter Verein am Saisonende den Aufstieg in die 2. Liga schaffte, gelang ihm mit den Oberpfälzern die Qualifikation für die neu eingeführte eingleisige 3. Liga. In den folgenden beiden Jahren war er unumstrittener Stammspieler im Mittelfeld. Die Saison 2010/11 war allerdings nach einem Kreuzbandriss im Knie nach 11 Spieltagen vorzeitig beendet. Aufgrund eines Sehnenrisses im Sprunggelenk verpasste er anschließend auch einen Teil der Hinrunde der folgenden Saison, danach kehrte er aber wieder auf seine Stammposition zurück. Im Mai 2012 stand Regensburg auf Platz 3 und hatte sich damit für zwei Aufstiegsspiele qualifiziert. In der Relegation, in der Schlauderer einmal von Beginn an und einmal als Einwechselspieler zum Einsatz kam, machte das Team dann den Aufstieg in die 2. Bundesliga perfekt.
Seinen 2012 auslaufenden Vertrag verlängerte er nicht, stattdessen beendete er seine Profikarriere und ist nun Mitarbeiter beim Bayerischen Fußball-Verband. Auf Amateurbasis spielte er in der Saison 2012/13 für den Bezirksligisten ATSV Pirkensee-Ponholz. Im Sommer 2013 wechselte er zum Landshuter Kreisligisten ATSV 1871 Kelheim, wo er unter Trainer Karsten Wettberg auf Anhieb die Meisterschaft gewann.

## Erfolge
- Aufstieg in die Regionalliga Süd 2006 mit dem FC Ingolstadt
- Aufstieg in die 2. Bundesliga 2012 mit Jahn Regensburg